# Yosef Levi-Sfari
Pour les articles homonymes, voir Levi.
 (août 2019).
Yosef Levi-Sfari (en hébreu: יוסי לוי-ספרי, Rehovot, 8 août 1972) est un diplomate israélien.

## Biographie
Il étudie le droit à l'Université hébraïque de Jérusalem avec un master en recherche, gestion et résolution de conflits à la même université.
Il a été consul et ambassadeur par intérim à l'Ambassade d'Israël en Uruguay à Montévidéo (2007-2010) et a travaillé pour l'Ambassade d'Israël en Turquie à Ankara (2011-2014). Depuis 2014, il est le consul général à Istamboul.